# 1930年代涉及DC-3的意外事故列表
这是一份涉及道格拉斯DC-3原型机1935年至1939年首次飞行期间发生的意外事故清单。 DC-3系列机型的第一个型号是DST，于1935年12月17日首次飞行；DST和DC-3两个型号的机型于次年投入生产，而第一架发生坠毁事件的机型是DC-3，发生时间是1937年。此清单包含了军事活动意外、劫持飞机等恐怖主义事件，战争所造成的损失不在此列表范围内。

## 1937年
2月9日
一架DC-3A-197型（注册号NC16073）执行美国联合航空23号航班，从伯班克飞往米尔斯菲尔德，在着陆途中坠入旧金山湾。由于副驾驶员意外掉落了话筒，导致升降舵被卡住，使飞机失控并最终坠毁。所有11名机上人员不幸遇难。这是DC-3首次发生的空难事故。
4月3日
一架DC-3-194B型（注册号PH-ALP，名为Pluvier）在交付给荷兰皇家航空公司的途中坠毁在亚利桑那州的鲍尔迪山，机上所有人员共8人均不幸遇难。
10月6日
荷兰皇家航空公司的一架DC-3-194B客机（注册号PH-ALS，名为Specht）从荷属东印度Betoetoe机场起飞后坠毁，机上所有12名人员中共有4人不幸遇难。 
10月17日
一架DC-3A-197型客机（注册号NC16074），执飞美国联合航空公司1号航班时，因恶劣天气在怀俄明州Knight以南20英里（约32公里）处撞山坠毁，机上所有人员共19人均不幸遇难。导致本次事故的原因是无线电故障、地面能见度差以及恶劣天气。 

## 1938年
5月24日
一架DST-A-207A（注册号NC18108）执行美国联合航空公司9号航班时，在发动机着火后坠毁在克利夫兰市机场附近，机上全所有人员共10人均不幸 遇难。
7月15日
一架泛美航空的DC-3-228（注册号为NC18114）在起飞时坠毁于阿根廷莫龙，撞上了一座医院建筑物的侧面。机上所有人员共13人均幸存，但地面上的一名人员不幸遇难。
11月14日
一架荷兰皇家航空的DC-3-194D型号客机（注册号PH-ARY，名为Ijsvogel），在从柏林飞往阿姆斯特丹史基浦机场的途中，着陆时撞上地形并坠毁，机上所有人员共19人中有6人不幸遇难。事故原因未确定。
11月29日
一架DC-3A-191型（注册编号NC16066）执行联合航空公司6号航班，由于机组人员遇到导航问题导致燃料耗尽，最终坠入加利福尼亚州雷耶斯角海域，机上所有人员共7人中有5人不幸遇难。